# Transmutatie (kernfysica)

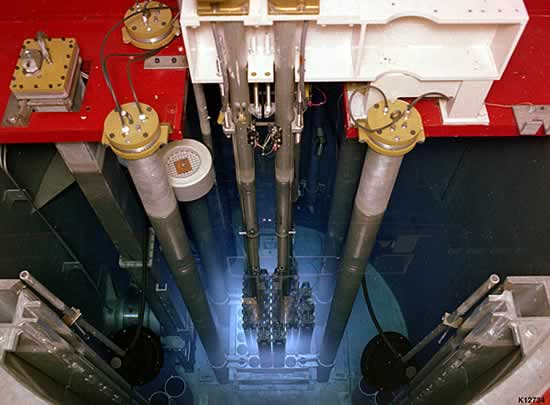
De kern van een onderzoeksreactor van het type TRIGA. Men kan monsters in de reactorkern hangen om deze aan de in de reactorkern gevormde neutronen bloot te stellen.

Transmutatie is het omzetten van iets in iets anders, meer in het bijzonder het omzetten van het ene chemische element in het andere.
De term heeft oorspronkelijk betrekking op de alchemie, zie transmutatie in de alchemie. Er bleek dat transmutatie door smelten, verhitten, verbranden, destilleren etc. niet mogelijk was.
De ontdekking van radioactiviteit en het onderzoek naar het beschieten van materialen met geladen deeltjes in de kernfysica liet zien dat transmutatie in sommige gevallen wél mogelijk is, namelijk via kernreacties.

## Natuurlijke transmutatie
Transmutatie kan spontaan gebeuren, zoals bij radium; Dit noemt men natuurlijke radioactiviteit. Dit treedt op bij instabiele atoomkernen. Deze instabiele kernen kunnen een alfadeeltje of een bètadeeltje uitstoten. Door het uitstoten van zo'n deeltje (α- of β-straling) verandert de kernsamenstelling en gaat de ene kernsoort in de andere over.
Door het uitzenden van een α-deeltje (alfastraling) gaat een atoomsoort twee plaatsen terug in het periodiek systeem, door elektronenvangst een plaats terug, door het uitzenden van een elektron (bètaverval) gaat het een plaats verder, bij het uitzenden van een positron (ook bètaverval) gaat het een plaats terug.

### Voorbeeld
22688Ra → 22286Rn + α
Daarbij verandert radium in radon.

## Kunstmatige transmutatie
Transmutatie kan ook kunstmatig uitgevoerd worden, bijvoorbeeld in kernreactoren en deeltjesversnellers. Als kernen hierin worden blootgesteld aan een stroom van bijvoorbeeld elementaire deeltjes of ionen (α-deeltjes, neutronen, e−, p+, ... ), verkrijgt men andere kernen dan die oorspronkelijk aanwezig waren. De aldus gevormde kernen kunnen stabiel zijn, of (meestal) zelf weer instabiel (en dus radioactief) zijn - in dat geval spreekt men van synthetische radio-isotopen. Omdat er tussen de kernen een zeer grote ruimte is, is de trefkans zeer klein. Bovendien moeten heel veel kernen worden geraakt, wil het effect met gangbare chemische technieken constateerbaar zijn. Dit betekent dat men ofwel een zeer intense bundel nodig heeft, ofwel lang moet wachten.
Kunstmatige transmutatie is maatschappelijk relevant als productiemethode voor radio-isotopen voor medisch en industrieel gebruik. Men kan een materiaal bijvoorbeeld in een kernreactor hangen en het zo aan grote aantallen neutronen blootstellen. Een andere methode (die echter niet voor alle noodzakelijke radio-isotopen toepasbaar is) is een materiaal bloot te stellen aan protonen of α-deeltjes uit een deeltjesversneller.
Transmutatie is ook een mogelijke manier om langlevend gevaarlijk kernafval om te zetten in isotopen die sneller tot minder gevaarlijke isotopen vervallen. De Belgische nucleaire toezichthouder Niras nuanceerde echter: “Transmutatie kan de berging van hoogactief en/of langlevend afval optimaliseren, maar ondergrondse berging blijft absoluut noodzakelijk”.